# 이가라시 유미코
이가라시 유미코(いがらし ゆみこ, 1950년 8월 26일 ~ )는 일본의 여성 만화가이다. 홋카이도 아사히카와시에서 태어났다. 1968년 삿포로의 아사히 가오카 고등학교에 재학하던 도중에 슈에이샤의 만화 잡지 《리본》에 〈시로이 사메노 이루 시마(白い鮫のいる島 →흰 상어가 있는 섬〉을 개재하면서 데뷔하였다. 1977년에 작화를 담당한 《캔디 캔디》로 제1회 고단샤 만화상을 수상하였다.
1990년대 후반 《캔디 캔디》의 원작자인 미즈키 교코와의 법정 분쟁에서 작화를 담당한 《캔디 캔디》의 캐릭터 조형에 대하여 독자적인 저작권이 있다고 주장하면서 《캔디 캔디》 캐릭터에 기반한 상품에 대하여 미즈키 교코의 허락을 받을 필요가 없다고 주장하였다. 법원은 1999년에 이가라시의 주장을 배척하고 캐릭터에 대하여 이가라시와 미즈키가 동등한 권리가 있으며, 미즈키의 동의 없이 생산된 상품에 대하여 미즈키에게 3%의 로열티를 지급하라는 판결을 내렸다. 모든 캐릭터 상품은 이가라시와 미즈키의 합의에 의해야 한다는 법원의 판결로 인하여 도에이 애니메이션이 제작한 애니메이션의 재발매와 모든 관련 캐릭터 상품의 생산이 어렵게 되었다.